# VoIP poskytovatel
VoIP poskytovatel, též VoIP operátor nebo poskytovatel veřejných služeb VoIP je druh telekomunikačního operátora, který na základě registrace (dříve též licence) zajišťuje telefonní služby pro uživatele připojené datovým rozhraním a komunikující protokolem IP.

## Historie
Historicky jde o nový druh služby, která se ve větší míře využívá od začátku tohoto tisíciletí. Od poloviny 90. let 20. století probíhaly experimenty s přenosem hlasu prostřednictvím protokolů typických dosud jen pro datové přenosy v tzv. počítačových sítích.
Uvedená hlasová komunikace přes datovou síť se označuje podle použitého protokolu VoIP, VoFR, VoATM a podobně. První dvě písmena ve zkratce vznikla z anglických slov Voice a over. Doslovný překlad tedy zní hlas přes protokol IP  nebo hlas protokolem IP, podobně pro protokoly Frame Relay (FR) nebo ATM.
Vzhledem k vysoké počáteční ceně koncových zařízení, vyžadujících pro větší hlasové toky tzv. signálových procesorů DSP a také vzhledem k nutnosti ošetřit přednost hlasového provozu před ostatními datovými toky vedenými stejnou sítí, se z počátku využíval VoIP jen zřídka většími společnostmi a jen na zvláštních vyčleněných datových spojích.

### Zájem firem na VoIP
Postupně se sbíráním praktických zkušeností, poklesem cen VoIP zařízení a výstavbou levných vysokokapacitních datových sítí se provoz VoIP začal stále více prosazovat. Napomohla tomu úporná snaha některých firem, které byly dosud známé jen jako dodavatelé zařízení pro datové sítě. Nyní se chopily možnosti ukrojit si velkou část dalšího koláče, patřícího klasické telefonii.
Další příznivce našel VoIP i na straně operátorů. Pokrokovější z nich záhy pochopili výhody přenosu hlasu přes levná datová média a začali je využívat i navzdory různým technickým a administrativním překážkám.
Českým uživatelům se v této souvislosti možná vybaví spor mezi GSM operátorem Paegas a ČTÚ o tzv. volání do zahraničí přes Internet. Paegas začal využívat nová levná spojení se zahraničními operátory prostřednictvím VoIP. Protože obešel drahá  dosavadní spojení monopolního poskytovatele, mohl při nezaručené kvalitě nabídnout výrazně levnější volání do zahraničí.
Souhrnně lze říci, že příchod VoIP znamenal začátek nového rozdělování telekomunikačního trhu. Ten se přestal dělit na trh datových služeb a trh telefonních služeb.

### Kam zmizely VoATM a VoFR
Protokol IP se masově prosadil v datové komunikaci a díky němu, zdá se, zvítězil i VoIP. ATM přes některé zajímavé vlastnosti fakticky umírá na extrémně vysokou cenu svých zařízení.
Protokol Frame Relay byl využíván zejména v sítích s vyhrazenými kanály právě proto, že umožňuje vyčlenit a prioritou ošetřit provoz mezi dvěma uzly datové sítě. V souvislosti s nástupem Internetu a přechodem na nespojově orientované služby, kde cesta dat přes síť není předem určena a není pro koncové uzly zajímavá, protokol IP doslova převálcoval FR v nabídce poskytovatelů datových připojení. Pro zájemce o připojení nabízí FR vysokou cenu a složitou strukturu vzájemného propojení více lokalit. Buď se síť staví jako levnější hvězdice a pak dochází ke zbytečnému toku dat mezi okrajovými uzly přes centrální bod. Nebo se staví síť jako „každý s každým“, ale je to za vysokou cenu, protože se platí za každý spoj zvlášť.
Důsledkem ústupu ATM a FR ze slávy je i postupné vymizení VoATM a VoFR.

## Technické pozadí

### Služby
Poskytovatel VoIP zajišťuje pro připojené uživatele několik funkcí a služeb. Jsou to mimo jiné:
- Registrace-přihlášení koncového VoIP uzlu (IP telefonu, počítače)
- Zpřístupnění registrace i pro uzly, které nemají veřejnou IP adresu
- Informace o aktuální dostupnosti dalších uzlů pro navázání telefonního spojení
- Propojení na jiné VoIP operátory
- Propojení do veřejné telefonní sítě (používají se pro ni zkratky VTS, POTS apod.)
- Tarifikace
- Hlasové schránky a hlasová pošta
- Zveřejnění telefonního seznamu

Novým rozměrem registrace k VoIP operátorovi je to, že je v rámci Internetu dostupný odkudkoliv. Registrace není vázána na geografické umístění koncového zařízení. Jinak řečeno, uživatel může se svým IP telefonem cestovat po světě a odkudkoliv, kde má přístup do Internetu, se může přihlásit a začít telefonovat a přijímat hovory na svém čísle, jako kdyby byl doma.
Operátoři se z technického pohledu dělí podle druhu protokolu VoIP, kterým je možno se u nich registrovat. V současnosti se nejčastěji používá protokol SIP. Další je H.323. Ten byl nejrozšířenější v období začátků VoIP telefonie a podle statistik nyní zaznamenává v nabídkách operátorů ústup. Málo používaný je MGCP, který je původně určen pro tzv. hlasové brány, jak už napovídá jeho název (Media Gateway Control Protocol). Nejsou vyloučena překvapení v podobě prudkého nástupu jiných protokolů, jestli se ukáže jejich výhodnost a přikloní se k nim někteří z významných operátorů a výrobců VoIP zařízení.
Někteří z operátorů nabízejí možnost registrace uživatele více než jedním protokolem, typicky buď SIP nebo H.323.

### Vybavení uživatele pro přihlášení k VoIP operátorovi
Uživatel, který chce telefonovat pomocí VoIP s využitím služeb veřejného VoIP operátora musí splnit několik předpokladů. Potřebuje
- připojení do Internetu
- koncové VoIP zařízení, např. IP telefon, VoIP adaptér nebo počítač se zvukovou kartou a s programem pro IP telefonii
- účet u VoIP operátora

Od operátora získá přihlašovací údaje, které zadá do svého koncového zařízení. Je-li vše v pořádku, je zařízení během několika sekund registrováno u operátora jako aktivní a může volat a přijímat hovory.

## Přehled operátorů
Sestavit úplný přehled současných VoIP operátorů je nadlidský úkol, neboť mezi roky 2004 až 2009 zaznamenal obor doslova explozivní rozvoj. Podle evidence ČTÚ je v prvním čtvrtletí roku 2009 cca dva tisíce subjektů, oprávněných poskytovat tyto služby. Reálně aktivních je však zhruba desetina tohoto počtu – něco přes dvě stě. V jejich významu a velikosti, respektive v tržním podílu, jsou však obrovské rozdíly. Podle odhadů Asociace operátorů digitální telefonie (AODT) je na počátku roku 2009 český trh VoIP služeb (mimo Skype) pokryt z cca 95 % jen asi 15–20 operátory, přičemž pět členů této asociace má podíl na trhu zhruba 50–60 % a společně s dalšími dvěma mimo AODT stojícími velkými operátory pokrývají až 3/4 VoIP trhu.
Dobré aktuální (r. 2023) cenové srovnání na českém trhu nabízí srovnávač od ČTÚ po výběru "Volání v pevném místě".
Množinu operátorů lze rozdělit také podle vztahu k uživatelům a dalším operátorům na
- poskytovatele vlastních služeb na svých zařízeních
- zprostředkovatele – distributory, kteří přeprodávají účty a zaplacený čas hovoru jiných operátorů

Další velké počty operátorů lze nalézt v zahraničí.
Ne každý z operátorů nabízí všechny typy služeb. Např. někteří zahraniční mají bezplatnou registraci a telefonování, ale jen v rámci svých registrovaných uživatelů.